# Lawrencella
Lawrencella es un género de plantas con flores perteneciente a la familia de las asteráceas. Comprende 3 especies descritas y de estas, solo 2 aceptadas. Es originario de Australia.

## Taxonomía
El género fue descrito por John Lindley y publicado en Edwards's Botanical Register 23 App. (A Sketch of the Vegetation of the Swan River Colony): xxiii. 1839. La especie tipo es: Lawrencella rosea Lindl.

## Especies
A continuación se brinda un listado de las especies del género Lawrencella aceptadas hasta agosto de 2012, ordenadas alfabéticamente. Para cada una se indica el nombre binomial seguido del autor, abreviado según las convenciones y usos.
- Lawrencella davenportii (F.Muell.) Paul G.Wilson
- Lawrencella rosea Lindl.